# Raymond Tuckey
Charles Raymond Davis Tuckey est un joueur britannique de tennis né le 15 juin 1910 à Godalming et mort le 15 octobre 2005 à Banbury.

## Carrière
Il a remporté le double de Wimbledon en 1936 et fut finaliste en 1937
Il parvint également en finale de Roland-Garros en 1936 avec Patrick Hughes.
Il est le dernier vainqueur britannique en double à Wimbledon.
Il gagna deux fois la Coupe Davis en 1935 et 1936 en jouant le double avec le même partenaire.
Finaliste à Berlin en 1937, défaite contre Frantisek Cejnar (6-4, 1-6, 6-8, 6-2, 6-4)
Sa mère Agnes Tuckey et sa sœur cadette Kay Maule ont également été joueuses de tennis.